# ススワ山
ススワ山（ススワさん、Mount Suswa）はケニアにある火山である。グレート・リフト・ヴァレーにあり、東リフト・ヴァレーにある一連のカルデラの中で最南端に位置する。ナイロビの約50 km西北西にあたる。「ススワ」はマサイ族の言葉で「草」を意味する。
基底直径が20 km余り、面積が270 km2に達する楯状火山で、その頂部に約8×12 kmのカルデラがある。
カルデラの南側に響岩-粗面岩の溶岩火山丘が突出し、2,356 mの山頂を作っている。
この火山丘はオルドイニョ・オニョケ (Ol Doinyo Onyoke or Ol Doinyo Nyukie) として知られ、マサイ語で「赤い山」という意味である。
カルデラの中央に直径約5 kmの環状地溝があり、特有の「二重クレーター」となっている。環状地溝はオルドイニョ・オニョケ山体の北側を切り取っていて、地溝内側の島状ブロックが北に傾斜している。この山はカルデラの北東側にある溶岩洞でも知られている。
ススワ火山は次のような順番で発達したと考えられている。最初に楯状火山が形成された後、更新世に大量の軽石流と溶岩流の噴出が起こってカルデラが形成された。そしてカルデラ後の響岩-粗面岩の火山活動によってオルドイニョ・オニョケ山体が形成された。ススワの最後の噴火は1世紀ほど前と推測され、衛星火口からの溶岩流にはまだ植生が進出していない。
カルデラ底は北側から入る道があり、季節的に放牧が行われている。